# Collsuspina
Collsuspina – gmina w Hiszpanii, w prowincji Barcelona, w Katalonii, o powierzchni 15,1 km². W 2011 roku gmina liczyła 347 mieszkańców.